# میلوش رادولوویچ
میلوش رادولوویچ (انگلیسی: Miloš Radulović؛ زادهٔ ۲۲ فوریهٔ ۱۹۲۹ – درگذشتهٔ ۱۵ اکتبر ۲۰۱۷) یک سیاست‌مدار اهل مونته‌نگرو بود.